# Aedes laguna
Aedes laguna är en tvåvingeart som beskrevs av Arnell och Nielsen 1972. Aedes laguna ingår i släktet Aedes och familjen stickmyggor. Inga underarter finns listade i Catalogue of Life.